# Wjatscheslaw Sentschenko
Wjatscheslaw Wolodymyrowytsch Sentschenko (ukrainisch В'ячеслав Володимирович Сенченко; * 12. April 1977 in Krementschuk, Oblast Poltawa, Ukrainische SSR) ist ein ehemaliger ukrainischer Profiboxer. Er war von April 2009 bis April 2012 Weltmeister der World Boxing Association (WBA) im Weltergewicht.
Als Amateur nahm er im Halbweltergewicht an den Olympischen Sommerspielen 2000 teil.

## Amateurkarriere
Sentschenko gewann jeweils eine Bronzemedaille im Halbweltergewicht bei der Junioren-Europameisterschaft 1995 in Siófok und dem Weltcup 1998 in Peking.
Bei der Weltmeisterschaft 1999 in Houston unterlag er im Achtelfinale gegen Sergei Bykowski und bei der Europameisterschaft 2000 in Tampere ebenfalls im Achtelfinale mit 5:6 gegen Victor Puiu.
Beim als Olympiaqualifikation veranstalteten Tammer-Turnier in Tampere besiegte er Daniel Happe, Mehmet Erarslan und Willy Blain, wodurch er sich für die Olympischen Sommerspiele 2000 in Sydney qualifizierte. Dort verlor er im Achtelfinale mit 16:19 gegen den Ägypter Saleh Maksoud und schied auf einem neunten Platz aus.

## Profikarriere
Sentschenko boxte als Profi von Juni 2002 bis Juli 2015. Nach 28 Siegen in Folge, davon 20 vorzeitig, boxte er am 10. April 2009 in Donezk um den WBA-Weltmeistertitel im Weltergewicht und siegte dabei durch einstimmige Entscheidung gegen seinen Landsmann und Titelträger Jurij Nuschnenko (28-0, 13 KO). Im Anschluss verteidigte er den Titel im Oktober 2009 einstimmig gegen den Japaner Motoki Sasaki (32-7, 23 KO), im August 2010 ebenfalls einstimmig gegen den Venezolaner Charlie Navarro (18-3, 13 KO) sowie im August 2011 durch TKO in der sechsten Runde gegen den Venezolaner Marco Avendaño (30-7, 22 KO). In seiner vierten Titelverteidigung verlor er am 29. April 2012 überraschend durch TKO in der neunten Runde gegen den US-Amerikaner Paul Malignaggi (30-4, 7 KO).
Am 24. November 2012 siegte er in Manchester durch KO in der neunten Runde gegen Ricky Hatton (45-2, 32 KO), verlor jedoch im Oktober 2013 durch TKO in der vierten Runde gegen Kell Brook (30-0, 20 KO), was eine erneute WM-Chance verhinderte.
Einen letzten bedeutenden Sieg erzielte er im November 2014 gegen László Tóth (19-0, 14 KO).
Nach seiner aktiven Wettkampfkarriere wurde er Boxtrainer in Kiew, unter anderem bei Sparta Boxing Promotions (Stand: 2021).

### Titelgewinne bei den Profis
- 10. April 2009: WBA-Weltmeister-Titel im Weltergewicht, 3 Titelverteidigungen
- 15. Dezember 2007: WBA-Intercontinental-Titel im Weltergewicht, 3 Titelverteidigungen
- 23. Dezember 2006: EBU-External-Europa-Titel im Weltergewicht, 4 Titelverteidigungen
- 28. Februar 2006: IBF-International-Titel im Weltergewicht, 1 Titelverteidigung
- 8. April 2004: IBF-Intercontinental-Titel im Weltergewicht, 4 Titelverteidigungen
- 21. Dezember 2002: WBC-Osteuropa-Titel im Weltergewicht, 2 Titelverteidigungen